# Ultimate (achtbaan)
The Ultimate was tot 2019 een stalen achtbaan in het attractiepark Lightwater Valley vlak bij Ripon in het Verenigd Koninkrijk.

## Geschiedenis
The Ultimate werd ontworpen door Big County Motioneering en de oorspronkelijke eigenaar Robert Staveley. De bouw begon in 1990 en duurde 18 maanden, hierbij werden ingenieurs van British Rail betrokken. De attractie kostte £5,2 miljoen. De baan omgordde een groot bebosd gebied met een oppervlakte van 17,8 ha. Het circuit had twee met houten balken gemaakte liftheuvels van respectievelijk 31 en 33 meter hoog. Een derde kleine liftheuvel met een hoogte van 3 meter trok de trein terug het station in. Buiten de liftheuvels die op houten stellingen gebouwd zijn, volgde het circuit de natuurlijke glooiingen van het terrein. In het circuit was ook een tunnel verwerkt.
Bij zijn opening op 17 juli 1991 werd het met een lengte van 2.268,3 m de langste achtbaan ter wereld. Het verbrak daarmee het record van The Beast in het Amerikaanse pretpark Kings Island. Dit wereldrecord sneuvelde echter in 2000 met de opening van de Steel Dragon 2000 in het Japanse park Nagashima Spa Land. The Ultimate bleef wel de langste achtbaan van Europa.
Op 27 september 2014 reed een treintje een hert aan dat zich op de sporen bevond. De passagiers werden geraakt door bloed van het dier dat de aanrijding niet overleefde, maar niemand raakte gekwetst. Na een controle van een 30-tal minuten werd de attractie terug vrijgegeven.
Sinds de coronacrisis hield Lightwater Valley de achtbaan gesloten, waarna deze begin 2023 verwijderd werd. Het attractiepark focust zich namelijk sinds een overname in de zomer van 2021 op kleine kinderen i.p.v. jongeren en vond de achtbaan niet meer in het pretpark passen. Als tweede argument heeft het park dat de investering die gedaan moet worden om de achtbaan weer aan de veiligheidsnormen te laten voldoen na 3 jaar stilstand, te groot is. Door dit besluit werd het stokje van langste achtbaan van Europa aan de circa 600 meter minder lange Big One in Pleasure Beach Blackpool overgedragen.

## Kenmerken
Een rit duurde meer dan 7 minuten. Er werden snelheden tot 81 km/h gehaald, de gemiddelde snelheid was maar 18,1 km/h. 
The Ultimate had vier treinen, allemaal vernoemd naar parkmedewerkers: Tony's Tornado, Ron's Rocket, Mick's Meteor en Jim's Jet. Enkel de eerste twee werden standaard gebruikt. De treinen bestonden uit 10 wagens met twee rijen van twee zitjes. Doordat de eerste wagen voorop een imitatie van een locomotief had, had dit wagonnetje maar twee zitplaatsen. Dit zorgde voor een capaciteit van 38 personen per trein. De treinen waren alleen uitgerust met heupbeugels.

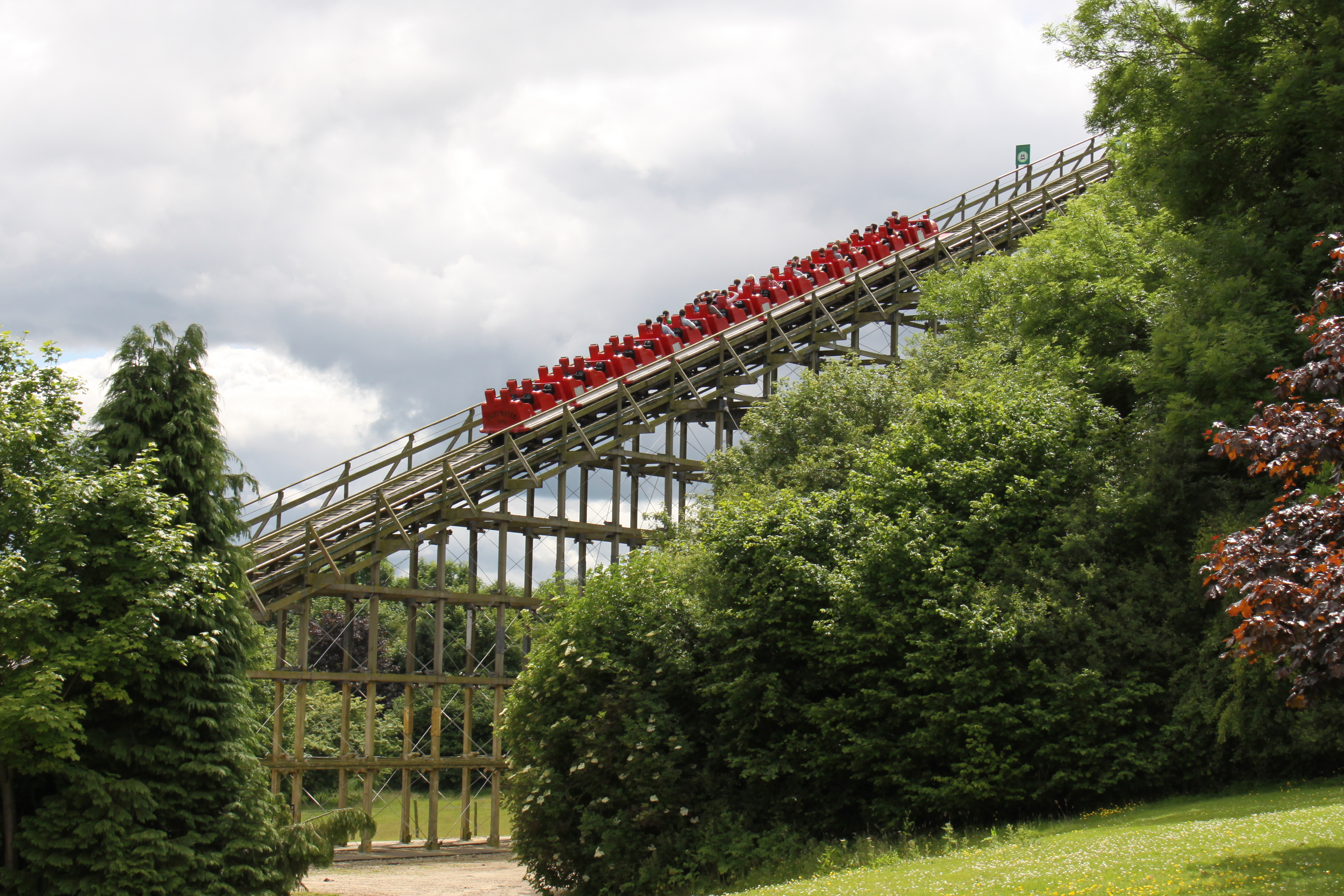